# Treenighetskyrkan, Reutov
Treenighetskyrkan (ryska: Троицкая церковь; translitteration: Troitskaja tserkov) är en rysk-ortodox kyrkobyggnad belägen i staden Reutov, i Moskva oblast, i den västra delen av europeiska Ryssland.
Kyrkan är helgad åt Treenigheten och tillhör det rysk-ortodoxa stiftet Balasjichas stift.

## Historik
Det officiella datumet då Treenighetskyrkan i Reutov började byggas är den 20 juli 2008. Sommaren 2009 blev kryptan klar och kyrkan stod klar i slutet av 2011.
Den 19 augusti 2014 invigdes kyrkan.

## Kyrkan

### Exteriör
- De små kupolerna installerades och korsen invigdes den 30 juni 2011.[1][2]
- Den 18 augusti samma år restes den största och centrala kupolen och de mindre kupolernas kors installerades.[1][2]
- Korset på den största kupolen installerades den 10 september samma år.[1]

### Interiör
- Inne i kyrkan har tre sidokapell.[1][2]

## Bilder

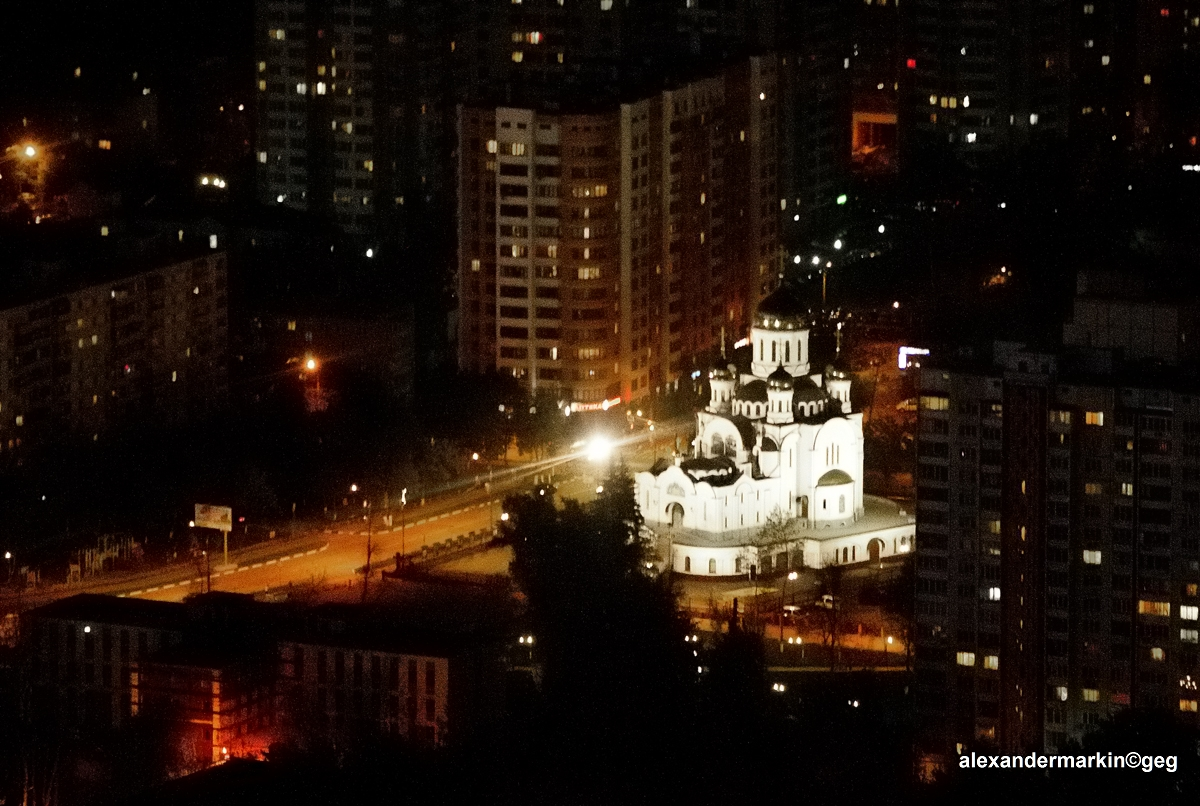
Kyrkan under nattetid.